# Outeiro Seco
Outeiro Seco is een plaats (freguesia) in de Portugese gemeente Chaves en telt 3 435 inwoners (2001).